# 中井予想
中井予想（なかいよそう、英：Nakai_conjecture）は1961年に日本の数学者、中井善一によって予想された滑らかな代数多様体の未解決の特徴付けである。 

## 解説
Vが複素代数多様体で、微分作用素環で生成される場合、 Vは滑らかな多様体である。逆のステートメントとして、滑らかな代数多様体はそれらの導関数によって生成される微分演算子環を持っているアレクサンドル・グロタンディークの結果である。 
中井予想は代数曲線とStanley–Reisner環に当てはまることが知られている。  
予想の証明は座標環Rを持つ複雑な品種Vについて、ザリスキ-リップマン予想を確立する。この予想は、R上の自由加群ならば、 Vは滑らかであるという主張である。 